# Tunnel Bruce
Le tunnel Bruce est un tunnel-canal situé sur le bief de partage du canal Kennet et Avon entre l’écluse amont de Wootton et les écluses de Crofton dans le Wiltshire, en Angleterre.
D'une longueur de 459 m, c'est le seul tunnel sur le canal. Il est nommé d'après Thomas Brudenell-Bruce, premier comte d‘Ailesbury (1729-1814), le propriétaire terrien local, qui, lorsque le canal était en construction, ne permit pas une coupe profonde à travers ses terres, et insista pour qu’un tunnel soit réalisé à la place.
À l'extrémité est du tunnel se trouve une plaque commémorant sa construction :
| The Kennet and Avon Canal Company Inscribe this TUNNEL with the Name of BRUCE In Testimony of the Gratitude for the uniform and effectual Support of The Right honourable THOMAS BRUCE EARL of AILESBURY and CHARLES LORD BRUCE his Son through the whole Progress of this great National Work by which a direct communication by Water was opened between the Cities of LONDON and BRISTOL ANNO DOMINI 1810 |

Ce qui en français donne :
| La compagnie du canal Kennet et Avon Inscrit ce tunnel avec le nom de BRUCE En témoignage de la gratitude pour le soutien continu et efficace du très honorable THOMAS BRUCE comte d’Ailesbury et CHARLES LORD BRUCE, son fils durant toute la progression de cette grande œuvre nationale par lequel une communication directe par eau a été inaugurée entre les villes de Londres et de Bristol Anno Domini 1810 |

Le tunnel a ses entrées en briques rouges, coiffées de pierre de Bath, chacune d’entre elles ornée d’une plaque de pierre décorative. Il a été commencé en 1806 et achevé en 1809. Il est bordé de briques disposées selon l’arrangement « English bond » et dispose d'une large section pour pouvoir laisser passer les barges « Newbury» utilisées sur ce canal.
Il n'y a pas de chemin de halage à travers le tunnel, les piétons et les cyclistes doivent passer par le sommet de la colline. Quand les péniches étaient encore tirées par des chevaux, les bateliers devaient faire avancer leurs bateaux dans le tunnel à la main, en tirant sur les chaînes qui couraient le long des murs.
Au-dessus du tunnel se trouve la forêt de Savernake qui est ouverte au public avec des sentiers, des sites de pique-nique.